# 圣阿古斯丁 (玻利维亚)

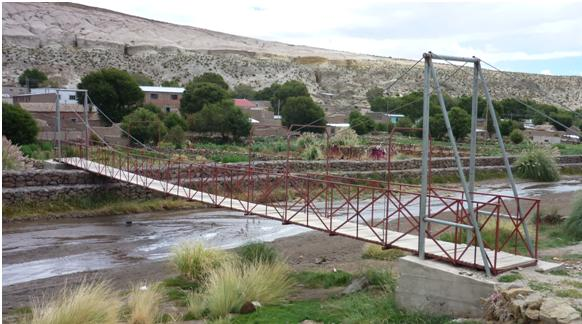
圣阿古斯丁

圣阿古斯丁（西班牙語：San Agustín），是玻利維亞西南部波托西省恩里克·巴尔迪维索县的市鎮，并为该县的县府所在地。處於阿爾蒂普拉諾高原，海拔高度4,000米，每年平均降雨量70毫米。市镇面积为2,254平方公里，2001年人口数量为1,640人。